# Campeonato Mundial de Voleibol Femenino de 2018
El XVIII Campeonato Mundial de Voleibol Femenino se celebró en Japón entre el 29 de septiembre y el 20 de octubre de 2018 bajo la organización de la Federación Internacional de Voleibol (FIVB) y la Federación Japonesa de Voleibol.
Compitieron en el evento 24 selecciones nacionales afiliadas a la FIVB por el título mundial, cuyo anterior portador era el equipo de los Estados Unidos, ganador del Mundial de 2014.
El equipo de Serbia conquistó el título mundial al vencer en la final a la selección de Italia con un marcador de 3-2. En el partido por el tercer lugar el conjunto de China venció al de los Países Bajos.

## Clasificación
| Competición                             | Fecha                                               | Sede                                                                                                   | Plazas | Equipos clasificados                                                  |
| --------------------------------------- | --------------------------------------------------- | --- | ------ | --------------------------------------------------------------------- |
| País anfitrión                          | –                                                   | – | 1      | Japón                                                                 |
| Campeonato Mundial                      | 23 de septiembre – 12 de octubre de 2014            | Italia                                                                                                 | 1      | Estados Unidos                                                        |
| Campeonato Sudamericano                 | 15 – 19 de agosto de 2017                           | Cali · ( Colombia)                                                                                     | 1      | Brasil                                                                |
| Proceso de clasificación europeo        | 23 de mayo – 4 de junio y 22 – 27 de agosto de 2017 | Diversas sedes                                                                                         | 8      | Rusia Serbia Turquía Italia Azerbaiyán Alemania Países Bajos Bulgaria |
| Proceso de clasificación asiático       | 20 – 24 de septiembre de 2017                       | Almaty · ( Kazajistán) · Nakhon Pathom · ( Tailandia)                                                  | 4      | China Kazajistán Corea del Sur Tailandia                              |
| Campeonato Africano                     | 7 – 14 de octubre de 2017                           | Yaundé ( Camerún)                                                                                      | 2      | Camerún Kenia                                                         |
| Proceso de clasificación norteamericano | 28 de septiembre – 15 de octubre de 2017            | Vancouver · ( Canadá) · Santo Domingo · ( República Dominicana) · Puerto España · ( Trinidad y Tobago) | 6      | Canadá Cuba República Dominicana Puerto Rico México Trinidad y Tobago |
| Torneo de clasificación sudamericano    | 13 – 15 de octubre de 2017                          | Arequipa · ( Perú)                                                                                     | 1      | Argentina                                                             |
| TOTAL                                   |                                                     | | 24     | 24                                                                    |

## Sedes
| Foto | Grupo          | Ciudad    | Instalación                                   | Capacidad |
| ---- | -------------- | --------- | --------------------------------------------- | --------- |
|      | A y fase final | Yokohama  | Yokohama Arena                                | 12 000    |
|      | B              | Sapporo   | Centro Deportivo de la Prefectura de Hokkaido | 8000      |
|      | C              | Kobe      | Kobe Green Arena                              | 6000      |
|      | D              | Hamamatsu | Hamamatsu Arena                               | 8000      |
|      | E, G y H       | Nagoya    | Pabellón Nippon Gaishi                        | 10 000    |
|      | F              | Osaka     | Gimnasio Municipal de Osaka                   | 10 000    |

## Calendario
| 1F | Primera fase | 2F | Segunda fase | 3F | Tercera fase | FF | Fase final |

| Septiembre-octubre de 2018 | 29 Sáb  | 30 Dom  | 01 Lun | 02 Mar | 03 Mié  | 04 Jue  | 05 Vie | 06 Sáb | 07 Dom | 08 Lun | 09 Mar | 10 Mié | 11 Jue | 12 Vie | 13 Sáb | 14 Dom | 15 Lun | 16 Mar | 17 Mié | 18 Jue | 19 Vie | 20 Sáb |
| -------------------------- | ------- | ------- | ------ | ------ | ------- | ------- | ------ | ------ | ------ | ------ | ------ | ------ | ------ | ------ | ------ | ------ | ------ | ------ | ------ | ------ | ------ | ------ |
| Fase (no. de partidos)     | 1F (12) | 1F (12) | 1F (6) | 1F (6) | 1F (12) | 1F (12) | –      | –      | 2F (8) | 2F (8) | –      | 2F (8) | 2F (8) | –      | –      | 3F (2) | 3F (2) | 3F (2) | –      | –      | FF (3) | FF (2) |

## Grupos
| Grupo A      | Grupo B  | Grupo C           | Grupo D              |
| ------------ | -------- | ----------------- | -------------------- |
| Japón        | China    | Estados Unidos    | Serbia               |
| Países Bajos | Italia   | Rusia             | Brasil               |
| Argentina    | Turquía  | Corea del Sur     | República Dominicana |
| Alemania     | Bulgaria | Tailandia         | Puerto Rico          |
| Camerún      | Canadá   | Azerbaiyán        | Kazajistán           |
| México       | Cuba     | Trinidad y Tobago | Kenia                |

## Primera fase
- Todos los partidos en la hora local de Japón (UTC+9).

Los primeros cuatro de cada grupo pasan a la segunda fase.

### Grupo A
| Equipo       | Partidos | Partidos | Partidos |      | Sets | Sets | Sets  | Puntos | Puntos | Puntos |
| Equipo       | PJ       | PG       | PP       | Pts. | SG   | SP   | Ratio | PG     | PP     | Ratio  |
| ------------ | -------- | -------- | -------- | ---- | ---- | ---- | ----- | ------ | ------ | ------ |
| Países Bajos | 5        | 5        | 0        | 14   | 15   | 3    | 5,000 | 435    | 375    | 1,160  |
| Japón        | 5        | 4        | 1        | 13   | 14   | 3    | 4,666 | 417    | 309    | 1,349  |
| Alemania     | 5        | 3        | 2        | 9    | 10   | 6    | 1,666 | 401    | 351    | 1,142  |
| México       | 5        | 1        | 4        | 3    | 4    | 12   | 0,333 | 312    | 383    | 0,814  |
| Argentina    | 5        | 1        | 4        | 3    | 3    | 12   | 0,250 | 308    | 363    | 0,848  |
| Camerún      | 5        | 1        | 4        | 3    | 3    | 13   | 0,230 | 294    | 386    | 0,761  |

- Resultados

| Fecha | Hora  | Partido¹     | Partido¹ | Partido¹     | Res.  | Set 1 | Set 2 | Set 3 | Set 4  | Set 5 | Total     |
| ----- | ----- | ------------ | -------- | ------------ | ----- | ----- | ----- | ----- | ------ | ----- | --------- |
| 29.09 | 13:10 | México       | –        | Camerún      | 1 – 3 | 25-17 | 23-25 | 16-25 | 21-25  | –     | 85 – 92   |
| 29.09 | 15:40 | Alemania     | –        | Países Bajos | 1 – 3 | 25-22 | 21-25 | 22-25 | 30-32  | –     | 98 – 104  |
| 29.09 | 19:20 | Argentina    | –        | Japón        | 0 – 3 | 15-25 | 13-25 | 12-25 | –      | –     | 40 – 75   |
| 30.09 | 13:40 | Camerún      | –        | Alemania     | 0 – 3 | 14-25 | 10-25 | 16-25 | –      | –     | 40 – 75   |
| 30.09 | 16:10 | Argentina    | –        | México       | 0 – 3 | 20-25 | 23-25 | 23-25 | –      | –     | 66 – 75   |
| 30.09 | 19:20 | Japón        | –        | Países Bajos | 2 – 3 | 25-27 | 25-16 | 26-28 | 25-189 | 13-15 | 114 – 105 |
| 01.10 | 13:40 | Alemania     | –        | Argentina    | 3 – 0 | 25-21 | 34-32 | 25-18 | –      | –     | 84 – 71   |
| 01.10 | 16:10 | Países Bajos | –        | Camerún      | 3 – 0 | 25-16 | 26-24 | 25-18 | –      | –     | 76 – 58   |
| 01.10 | 19:20 | México       | –        | Japón        | 0 – 3 | 15-25 | 15-25 | 15-25 | –      | –     | 45 – 75   |
| 03.10 | 13:40 | Argentina    | –        | Países Bajos | 0 – 3 | 17-25 | 17-25 | 22-25 | –      | –     | 56 – 75   |
| 03.10 | 16:10 | México       | –        | Alemania     | 0 – 3 | 19-25 | 17-25 | 22-25 | –      | –     | 58 – 75   |
| 03.10 | 19:20 | Japón        | –        | Camerún      | 3 – 0 | 25-19 | 25-20 | 25-11 | –      | –     | 75 – 50   |
| 04.10 | 13:40 | Países Bajos | –        | México       | 3 – 0 | 25-19 | 25-14 | 25-16 | –      | –     | 75 – 49   |
| 04.10 | 16:10 | Camerún      | –        | Argentina    | 0 – 3 | 22-25 | 20-25 | 12-25 | –      | –     | 54 – 75   |
| 04.10 | 19:20 | Alemania     | –        | Japón        | 0 – 3 | 25-27 | 20-25 | 24-26 | –      | –     | 69 – 78   |

- (¹) – Todos en Yokohama. Fuente: .

### Grupo B
| Equipo   | Partidos | Partidos | Partidos |      | Sets | Sets | Sets   | Puntos | Puntos | Puntos |
| Equipo   | PJ       | PG       | PP       | Pts. | SG   | SP   | Ratio  | PG     | PP     | Ratio  |
| -------- | -------- | -------- | -------- | ---- | ---- | ---- | ------ | ------ | ------ | ------ |
| Italia   | 5        | 5        | 0        | 15   | 15   | 1    | 15,000 | 396    | 290    | 1,365  |
| China    | 5        | 4        | 1        | 12   | 13   | 4    | 3,250  | 407    | 342    | 1,190  |
| Turquía  | 5        | 3        | 2        | 9    | 9    | 7    | 1,285  | 364    | 309    | 1,177  |
| Bulgaria | 5        | 2        | 3        | 6    | 7    | 10   | 0,700  | 361    | 383    | 0,942  |
| Canadá   | 5        | 1        | 4        | 3    | 4    | 13   | 0,307  | 332    | 401    | 0,827  |
| Cuba     | 5        | 0        | 5        | 0    | 2    | 15   | 0,133  | 279    | 414    | 0,673  |

- Resultados

| Fecha | Hora  | Partido¹ | Partido¹ | Partido¹ | Res.  | Set 1 | Set 2 | Set 3 | Set 4 | Set 5 | Total    |
| ----- | ----- | -------- | -------- | -------- | ----- | ----- | ----- | ----- | ----- | ----- | -------- |
| 29.09 | 13:40 | Bulgaria | –        | Italia   | 0 – 3 | 15-25 | 19-25 | 22-25 | –     | –     | 56 – 75  |
| 29.09 | 16:10 | Turquía  | –        | Canadá   | 3 – 0 | 25-18 | 25-13 | 25-15 | –     | –     | 75 – 46  |
| 29.09 | 19:20 | China    | –        | Cuba     | 3 – 0 | 25-12 | 25-23 | 25-14 | –     | –     | 75 – 49  |
| 30.09 | 13:40 | Canadá   | –        | Italia   | 0 – 3 | 15-25 | 15-25 | 18-25 | –     | –     | 48 – 75  |
| 30.09 | 16:10 | Cuba     | –        | Bulgaria | 0 – 3 | 10-25 | 20-25 | 14-25 | –     | –     | 44 – 75  |
| 30.09 | 19:20 | Turquía  | –        | China    | 0 – 3 | 18-25 | 23-25 | 23-25 | –     | –     | 64 – 75  |
| 02.10 | 13:40 | Italia   | –        | Cuba     | 3 – 0 | 25-11 | 25-18 | 25-20 | –     | –     | 75 – 49  |
| 02.10 | 16:10 | Bulgaria | –        | Turquía  | 0 – 3 | 17-25 | 23-25 | 12-25 | –     | –     | 52 – 75  |
| 02.10 | 19:20 | China    | –        | Canadá   | 3 – 0 | 25-21 | 25-21 | 25-13 | –     | –     | 75 – 55  |
| 03.10 | 13:40 | Turquía  | –        | Italia   | 0 – 3 | 19-25 | 21-25 | 12-25 | –     | –     | 52 – 75  |
| 03.10 | 16:10 | Canadá   | –        | Cuba     | 3 – 1 | 16-25 | 25-13 | 25-18 | 25-20 | –     | 91 – 76  |
| 03.10 | 19:20 | China    | –        | Bulgaria | 3 – 1 | 22-25 | 25-22 | 25-14 | 25-17 | –     | 97 – 78  |
| 04.10 | 13:40 | Bulgaria | –        | Canadá   | 3 – 1 | 23-25 | 27-25 | 25-21 | 25-21 | –     | 100 – 92 |
| 04.10 | 16:10 | Cuba     | –        | Turquía  | 1 – 3 | 15-25 | 14-25 | 25-23 | 7-25  | –     | 61 – 98  |
| 04.10 | 19:20 | Italia   | –        | China    | 3 – 1 | 20-25 | 26-24 | 25-16 | 25-20 | –     | 96 – 85  |

- (¹) – Todos en Sapporo. Fuente: .

### Grupo C
| Equipo            | Partidos | Partidos | Partidos |      | Sets | Sets | Sets  | Puntos | Puntos | Puntos |
| Equipo            | PJ       | PG       | PP       | Pts. | SG   | SP   | Ratio | PG     | PP     | Ratio  |
| ----------------- | -------- | -------- | -------- | ---- | ---- | ---- | ----- | ------ | ------ | ------ |
| Estados Unidos    | 5        | 5        | 0        | 13   | 15   | 5    | 3,000 | 454    | 387    | 1,173  |
| Rusia             | 5        | 4        | 1        | 12   | 14   | 5    | 2,800 | 433    | 356    | 1,216  |
| Tailandia         | 5        | 3        | 2        | 10   | 13   | 10   | 1,300 | 471    | 467    | 1,008  |
| Azerbaiyán        | 5        | 2        | 3        | 6    | 7    | 10   | 0,700 | 393    | 383    | 1,026  |
| Corea del Sur     | 5        | 1        | 4        | 4    | 7    | 12   | 0,583 | 400    | 426    | 0,938  |
| Trinidad y Tobago | 5        | 0        | 5        | 0    | 1    | 15   | 0,066 | 271    | 403    | 0,672  |

- Resultados

| Fecha | Hora  | Partido¹          | Partido¹ | Partido¹          | Res.  | Set 1 | Set 2 | Set 3 | Set 4 | Set 5 | Total    |
| ----- | ----- | ----------------- | -------- | ----------------- | ----- | ----- | ----- | ----- | ----- | ----- | -------- |
| 29.09 | 13:40 | Rusia             | –        | Trinidad y Tobago | 3 – 0 | 25-21 | 25-11 | 25-12 | –     | –     | 75 – 44  |
| 29.09 | 16:10 | Azerbaiyán        | –        | Estados Unidos    | 0 – 3 | 27-29 | 21-25 | 21-25 | –     | –     | 69 – 79  |
| 29.09 | 19:20 | Corea del Sur     | –        | Tailandia         | 2 – 3 | 25-18 | 22-25 | 19-25 | 25-13 | 11-15 | 102 – 96 |
| 30.09 | 13:40 | Estados Unidos    | –        | Trinidad y Tobago | 3 – 0 | 25-11 | 25-12 | 25-11 | –     | –     | 75 – 34  |
| 30.09 | 16:10 | Azerbaiyán        | –        | Corea del Sur     | 3 – 1 | 25-18 | 25-18 | 23-25 | 25-18 | –     | 98 – 79  |
| 30.09 | 19:20 | Tailandia         | –        | Rusia             | 2 – 3 | 25-21 | 25-17 | 13-25 | 21-25 | 9-15  | 93 – 103 |
| 02.10 | 13:40 | Rusia             | –        | Azerbaiyán        | 3 – 0 | 25-21 | 25-21 | 25-22 | –     | –     | 75 – 64  |
| 02.10 | 16:10 | Trinidad y Tobago | –        | Tailandia         | 1 – 3 | 17-25 | 17-25 | 25-23 | 11-25 | –     | 70 – 98  |
| 02.10 | 19:20 | Estados Unidos    | –        | Corea del Sur     | 3 – 1 | 19-25 | 25-21 | 25-21 | 25-18 | –     | 94 – 85  |
| 03.10 | 13:40 | Azerbaiyán        | –        | Trinidad y Tobago | 3 – 0 | 29-27 | 25-16 | 25-17 | –     | –     | 79 – 60  |
| 03.10 | 16:10 | Corea del Sur     | –        | Rusia             | 0 – 3 | 23-25 | 20-25 | 15-25 | –     | –     | 58 – 75  |
| 03.10 | 19:20 | Estados Unidos    | –        | Tailandia         | 3 – 2 | 25-17 | 25-16 | 23-25 | 21-25 | 15-11 | 109 – 94 |
| 04.10 | 13:40 | Trinidad y Tobago | –        | Corea del Sur     | 0 – 3 | 24-26 | 16-25 | 23-25 | –     | –     | 63 – 76  |
| 04.10 | 16:10 | Tailandia         | –        | Azerbaiyán        | 3 – 1 | 25-22 | 15-25 | 25-19 | 25-17 | –     | 90 – 83  |
| 04.10 | 19:20 | Rusia             | –        | Estados Unidos    | 2 – 3 | 25-19 | 20-25 | 24-26 | 25-12 | 11-15 | 105 – 97 |

- (¹) – Todos en Kobe. Fuente: .

### Grupo D
| Equipo               | Partidos | Partidos | Partidos |      | Sets | Sets | Sets  | Puntos | Puntos | Puntos |
| Equipo               | PJ       | PG       | PP       | Pts. | SG   | SP   | Ratio | PG     | PP     | Ratio  |
| -------------------- | -------- | -------- | -------- | ---- | ---- | ---- | ----- | ------ | ------ | ------ |
| Serbia               | 5        | 5        | 0        | 15   | 15   | 0    | MAX   | 377    | 262    | 1,438  |
| Brasil               | 5        | 4        | 1        | 12   | 12   | 3    | 4,000 | 360    | 259    | 1,389  |
| República Dominicana | 5        | 3        | 2        | 9    | 9    | 6    | 1,500 | 341    | 292    | 1,167  |
| Puerto Rico          | 5        | 2        | 3        | 6    | 6    | 9    | 0,666 | 318    | 344    | 0,924  |
| Kenia                | 5        | 1        | 4        | 3    | 3    | 12   | 0,250 | 231    | 366    | 0,631  |
| Kazajistán           | 5        | 0        | 5        | 0    | 0    | 15   | 0,000 | 271    | 375    | 0,722  |

- Resultados

| Fecha | Hora  | Partido¹             | Partido¹ | Partido¹             | Res.  | Set 1 | Set 2 | Set 3 | Set 4 | Set 5 | Total   |
| ----- | ----- | -------------------- | -------- | -------------------- | ----- | ----- | ----- | ----- | ----- | ----- | ------- |
| 29.09 | 13:40 | Puerto Rico          | –        | Brasil               | 0 – 3 | 25-27 | 12-25 | 7-25  | –     | –     | 44 – 77 |
| 29.09 | 16:10 | República Dominicana | –        | Serbia               | 0 – 3 | 17-25 | 20-25 | 22-25 | –     | –     | 59 – 75 |
| 29.09 | 19:20 | Kazajistán           | –        | Kenia                | 0 – 3 | 23-25 | 22-25 | 21-25 | –     | –     | 66 – 75 |
| 30.09 | 13:40 | Brasil               | –        | República Dominicana | 3 – 0 | 25-15 | 25-20 | 25-22 | –     | –     | 75 – 57 |
| 30.09 | 16:10 | Kazajistán           | –        | Puerto Rico          | 0 – 3 | 21-25 | 15-25 | 22-25 | –     | –     | 58 – 75 |
| 30.09 | 19:20 | Kenia                | –        | Serbia               | 0 – 3 | 16-25 | 9-25  | 8-25  | –     | –     | 33 – 75 |
| 01.10 | 13:40 | República Dominicana | –        | Kazajistán           | 3 – 0 | 25-22 | 25-15 | 25-19 | –     | –     | 75 – 56 |
| 01.10 | 16:10 | Puerto Rico          | –        | Kenia                | 3 – 0 | 25-20 | 25-22 | 25-15 | –     | –     | 75 – 57 |
| 01.10 | 19:20 | Serbia               | –        | Brasil               | 3 – 0 | 25-21 | 25-18 | 25-19 | –     | –     | 75 – 58 |
| 03.10 | 13:40 | Puerto Rico          | –        | República Dominicana | 0 – 3 | 22-25 | 17-25 | 20-25 | –     | –     | 59 – 75 |
| 03.10 | 16:10 | Kazajistán           | –        | Serbia               | 0 – 3 | 18-25 | 16-25 | 13-25 | –     | –     | 47 – 75 |
| 03.10 | 19:20 | Kenia                | –        | Brasil               | 0 – 3 | 13-25 | 10-25 | 16-25 | –     | –     | 39 – 75 |
| 04.10 | 13:40 | Serbia               | –        | Puerto Rico          | 3 – 0 | 25-23 | 25-17 | 27-25 | –     | –     | 77 – 65 |
| 04.10 | 16:10 | República Dominicana | –        | Kenia                | 3 – 0 | 25-5  | 25-7  | 25-15 | –     | –     | 75 – 27 |
| 04.10 | 19:20 | Brasil               | –        | Kazajistán           | 3 – 0 | 25-11 | 25-20 | 25-13 | –     | –     | 75 – 44 |

- (¹) – Todos en Hamamatsu. Fuente: .

## Segunda fase
- Todos los partidos en la hora local de Japón (UTC+9).

Los primeros tres de cada grupo pasan a la tercera fase.

### Grupo E
| Equipo               | Partidos | Partidos | Partidos |      | Sets | Sets | Sets  | Puntos | Puntos | Puntos |
| Equipo               | PJ       | PG       | PP       | Pts. | SG   | SP   | Ratio | PG     | PP     | Ratio  |
| -------------------- | -------- | -------- | -------- | ---- | ---- | ---- | ----- | ------ | ------ | ------ |
| Países Bajos         | 9        | 8        | 1        | 24   | 26   | 6    | 4,333 | 756    | 634    | 1,192  |
| Japón                | 9        | 7        | 2        | 22   | 25   | 9    | 2,777 | 805    | 670    | 1,201  |
| Serbia               | 9        | 7        | 2        | 21   | 22   | 6    | 3,666 | 669    | 532    | 1,257  |
| Brasil               | 9        | 7        | 2        | 20   | 23   | 11   | 2,090 | 790    | 650    | 1,215  |
| República Dominicana | 9        | 5        | 4        | 16   | 17   | 12   | 1,416 | 646    | 576    | 1,121  |
| Alemania             | 9        | 5        | 4        | 14   | 16   | 15   | 1,066 | 714    | 714    | 1,000  |
| Puerto Rico          | 9        | 3        | 6        | 9    | 10   | 19   | 0,526 | 615    | 678    | 0,907  |
| México               | 9        | 1        | 8        | 3    | 6    | 24   | 0,250 | 569    | 724    | 0,785  |

- Resultados

| Fecha | Hora  | Partido¹     | Partido¹ | Partido¹             | Res.  | Set 1 | Set 2 | Set 3 | Set 4 | Set 5 | Total     |
| ----- | ----- | ------------ | -------- | -------------------- | ----- | ----- | ----- | ----- | ----- | ----- | --------- |
| 07.10 | 10:40 | México       | –        | Serbia               | 0 – 3 | 19-25 | 17-25 | 15-25 | –     | –     | 51 – 75   |
| 07.10 | 13:25 | Alemania     | –        | Brasil               | 3 – 2 | 14-25 | 19-25 | 32-30 | 25-19 | 17-15 | 107 – 114 |
| 07.10 | 16:10 | Países Bajos | –        | Puerto Rico          | 3 – 0 | 25-16 | 25-15 | 2520  | –     | –     | 75 – 51   |
| 07.10 | 19:20 | Japón        | –        | República Dominicana | 3 – 2 | 25-17 | 28-26 | 22-25 | 25-27 | 15-11 | 115 – 106 |
| 08.10 | 10:40 | Alemania     | –        | Serbia               | 0 – 3 | 14-25 | 20-25 | 20-25 | –     | –     | 54 – 75   |
| 08.10 | 13:25 | México       | –        | Brasil               | 1 – 3 | 25-23 | 23-25 | 13-25 | 19-25 | –     | 80 – 98   |
| 08.10 | 16:10 | Países Bajos | –        | República Dominicana | 3 – 0 | 25-19 | 25-16 | 25-14 | –     | –     | 75 – 49   |
| 08.10 | 19:20 | Japón        | –        | Puerto Rico          | 3 – 0 | 25-22 | 25-14 | 25-18 | –     | –     | 75 – 54   |
| 10.10 | 10:40 | México       | –        | República Dominicana | 0 – 3 | 13-25 | 18-25 | 15-25 | –     | –     | 46 – 75   |
| 10.10 | 13:25 | Países Bajos | –        | Brasil               | 2 – 3 | 25-21 | 18-25 | 27-25 | 19-25 | 7-15  | 96 – 111  |
| 10.10 | 16:10 | Alemania     | –        | Puerto Rico          | 3 – 1 | 25-23 | 25-27 | 29-27 | 25-22 | –     | 104 – 99  |
| 10.10 | 19:20 | Japón        | –        | Serbia               | 3 – 1 | 15-25 | 25-23 | 25-23 | 25-23 | –     | 90 – 94   |
| 11.10 | 10:40 | México       | –        | Puerto Rico          | 1 – 3 | 17-25 | 19-25 | 25-18 | 19-25 | –     | 80 – 93   |
| 11.10 | 13:25 | Alemania     | –        | República Dominicana | 0 – 3 | 12-25 | 19-25 | 17-25 | –     | –     | 48 – 75   |
| 11.10 | 16:10 | Países Bajos | –        | Serbia               | 3 – 0 | 25-16 | 25-12 | 25-20 | –     | –     | 75 – 48   |
| 11.10 | 19:20 | Japón        | –        | Brasil               | 2 – 3 | 25-13 | 25-16 | 26-28 | 21-25 | 11-15 | 108 – 107 |

- (¹) – Todos en Nagoya. Fuente: .

### Grupo F
| Equipo         | Partidos | Partidos | Partidos |      | Sets | Sets | Sets  | Puntos | Puntos | Puntos |
| Equipo         | PJ       | PG       | PP       | Pts. | SG   | SP   | Ratio | PG     | PP     | Ratio  |
| -------------- | -------- | -------- | -------- | ---- | ---- | ---- | ----- | ------ | ------ | ------ |
| Italia         | 9        | 9        | 0        | 27   | 27   | 3    | 9,000 | 738    | 538    | 1,371  |
| China          | 9        | 8        | 1        | 24   | 25   | 5    | 5,000 | 732    | 605    | 1,209  |
| Estados Unidos | 9        | 7        | 2        | 19   | 22   | 11   | 2,000 | 743    | 658    | 1,128  |
| Rusia          | 9        | 6        | 3        | 18   | 22   | 12   | 1,833 | 776    | 682    | 1,137  |
| Turquía        | 9        | 5        | 4        | 15   | 15   | 15   | 1,000 | 663    | 633    | 1,047  |
| Bulgaria       | 9        | 4        | 5        | 11   | 14   | 18   | 0,777 | 674    | 722    | 0,933  |
| Tailandia      | 9        | 3        | 6        | 11   | 16   | 22   | 0,727 | 776    | 826    | 0,939  |
| Azerbaiyán     | 9        | 2        | 7        | 6    | 8    | 22   | 0,363 | 630    | 706    | 0,892  |

- Resultados

| Fecha | Hora  | Partido¹ | Partido¹ | Partido¹       | Res.  | Set 1 | Set 2 | Set 3 | Set 4 | Set 5 | Total     |
| ----- | ----- | -------- | -------- | -------------- | ----- | ----- | ----- | ----- | ----- | ----- | --------- |
| 07.10 | 10:40 | Turquía  | –        | Rusia          | 0 – 3 | 15-25 | 17-25 | 16-25 | –     | –     | 48 – 75   |
| 07.10 | 13:25 | Bulgaria | –        | Estados Unidos | 0 – 3 | 16-25 | 17-25 | 11-25 | –     | –     | 44 – 75   |
| 07.10 | 16:10 | Italia   | –        | Azerbaiyán     | 3 – 0 | 25-12 | 25-19 | 25-10 | –     | –     | 75 – 41   |
| 07.10 | 19:20 | China    | –        | Tailandia      | 3 – 0 | 28-26 | 25-20 | 25-23 | –     | –     | 78 – 69   |
| 08.10 | 10:40 | Bulgaria | –        | Rusia          | 1 – 3 | 21-25 | 20-25 | 25-23 | 19-25 | –     | 85 – 98   |
| 08.10 | 13:25 | Turquía  | –        | Estados Unidos | 0 – 3 | 21-25 | 17-25 | 18-25 | –     | –     | 56 – 75   |
| 08.10 | 16:10 | China    | –        | Azerbaiyán     | 3 – 0 | 25-17 | 25-16 | 27-17 | –     | –     | 75 – 50   |
| 08.10 | 19:20 | Italia   | –        | Tailandia      | 3 – 0 | 25-15 | 25-12 | 25-15 | –     | –     | 75 – 42   |
| 10.10 | 10:40 | Turquía  | –        | Azerbaiyán     | 3 – 1 | 26-24 | 25-17 | 22-25 | 25-21 | –     | 98 – 87   |
| 10.10 | 13:25 | Bulgaria | –        | Tailandia      | 3 – 2 | 25-18 | 22-25 | 18-25 | 25-22 | 19-17 | 109 – 107 |
| 10.10 | 16:10 | Italia   | –        | Rusia          | 3 – 1 | 22-25 | 25-20 | 25-18 | 25-22 | –     | 97 – 85   |
| 10.10 | 19:20 | China    | –        | Estados Unidos | 3 – 0 | 25-17 | 26-24 | 25-18 | –     | –     | 75 – 59   |
| 11.10 | 10:40 | Bulgaria | –        | Azerbaiyán     | 3 – 0 | 25-19 | 25-20 | 25-20 | –     | –     | 75 – 59   |
| 11.10 | 13:25 | Turquía  | –        | Tailandia      | 3 – 1 | 22-25 | 25-20 | 25-22 | 25-20 | –     | 97 – 87   |
| 11.10 | 16:10 | Italia   | –        | Estados Unidos | 3 – 1 | 25-16 | 25-23 | 20-25 | 25-16 | –     | 95 – 80   |
| 11.10 | 19:20 | China    | –        | Rusia          | 3 – 1 | 25-22 | 21-25 | 25-23 | 25-15 | –     | 96 – 85   |

- (¹) – Todos en Osaka. Fuente: .

## Tercera fase
- Todos los partidos en la hora local de Japón (UTC+9).

Los primeros dos de cada grupo disputan las semifinales.

### Grupo G
| Equipo | Partidos | Partidos | Partidos |      | Sets | Sets | Sets  | Puntos | Puntos | Puntos |
| Equipo | PJ       | PG       | PP       | Pts. | SG   | SP   | Ratio | PG     | PP     | Ratio  |
| ------ | -------- | -------- | -------- | ---- | ---- | ---- | ----- | ------ | ------ | ------ |
| Serbia | 2        | 2        | 0        | 6    | 6    | 1    | 6,000 | 173    | 148    | 1,168  |
| Italia | 2        | 1        | 1        | 2    | 4    | 5    | 0,800 | 194    | 202    | 0,960  |
| Japón  | 2        | 0        | 2        | 1    | 2    | 6    | 0,333 | 164    | 181    | 0,906  |

- Resultados

| Fecha | Hora  | Partido¹ | Partido¹ | Partido¹ | Res.  | Set 1 | Set 2 | Set 3 | Set 4 | Set 5 | Total     |
| ----- | ----- | -------- | -------- | -------- | ----- | ----- | ----- | ----- | ----- | ----- | --------- |
| 14.10 | 19:20 | Japón    | –        | Serbia   | 0 – 3 | 19-25 | 18-25 | 23-25 | –     | –     | 60 – 75   |
| 15.10 | 19:20 | Italia   | –        | Japón    | 3 – 2 | 25-20 | 22-25 | 25-21 | 19-25 | 15-13 | 106 – 104 |
| 16.10 | 16:10 | Italia   | –        | Serbia   | 1 – 3 | 21-25 | 19-25 | 25-23 | 23-25 | –     | 88 – 98   |

- (¹) – Todos en Nagoya. Fuente: .

### Grupo H
| Equipo         | Partidos | Partidos | Partidos |      | Sets | Sets | Sets  | Puntos | Puntos | Puntos |
| Equipo         | PJ       | PG       | PP       | Pts. | SG   | SP   | Ratio | PG     | PP     | Ratio  |
| -------------- | -------- | -------- | -------- | ---- | ---- | ---- | ----- | ------ | ------ | ------ |
| China          | 2        | 2        | 0        | 5    | 6    | 3    | 2,000 | 202    | 177    | 1,141  |
| Países Bajos   | 2        | 1        | 1        | 2    | 4    | 5    | 0,800 | 183    | 201    | 0,910  |
| Estados Unidos | 2        | 0        | 2        | 2    | 4    | 6    | 0,666 | 207    | 214    | 0,967  |

- Resultados

| Fecha | Hora  | Partido¹     | Partido¹ | Partido¹       | Res.  | Set 1 | Set 2 | Set 3 | Set 4 | Set 5 | Total     |
| ----- | ----- | ------------ | -------- | -------------- | ----- | ----- | ----- | ----- | ----- | ----- | --------- |
| 14.10 | 16:10 | China        | –        | Estados Unidos | 3 – 2 | 25-22 | 19-25 | 20-25 | 25-23 | 15-9  | 104 – 104 |
| 15.10 | 16:10 | Países Bajos | –        | Estados Unidos | 3 – 2 | 30-32 | 15-25 | 25-22 | 25-15 | 15-9  | 110 – 103 |
| 16.10 | 19:20 | Países Bajos | –        | China          | 1 – 3 | 25-23 | 13-25 | 18-25 | 17-25 | –     | 73 – 98   |

- (¹) – Todos en Nagoya. Fuente: .

## Fase final
- Todos los partidos en la hora local de Japón (UTC+9).

|  | Semifinales  | Semifinales |   |              | Final        | Final |  |
|  |              |             |   |              |              |       |  |
|  |              |             |   |              |              |       |  |
|  |              |             |   |              |              |       |  |
|  | Serbia       | 3           |   |              |              |       |  |
|  | Países Bajos | 1           |   |              |              |       |  |
|  |              |             |   |              |              |       |  |
|  |              |             |   |              |              |       |  |
|  |              |             |   |              | Serbia       | 3     |  |
|  |              | Italia      | 2 |              |              |       |  |
|  |              |             |   |              |              |       |  |
|  |              |             |   |              |              |       |  |
|  |              |             |   |              | Tercer lugar |       |  |
|  |              |             |   |              |              |       |  |
|  | China        | 2           |   | Países Bajos | 0            |       |  |
|  | Italia       | 3           |   |              | China        | 3     |  |

### Semifinales
| Fecha | Hora  | Partido¹ | Partido¹ | Partido¹     | Res.  | Set 1 | Set 2 | Set 3 | Set 4 | Set 5 | Total     |
| ----- | ----- | -------- | -------- | ------------ | ----- | ----- | ----- | ----- | ----- | ----- | --------- |
| 19.10 | 13:40 | Serbia   | –        | Países Bajos | 3 – 1 | 25-22 | 26-28 | 25-19 | 25-23 | –     | 101 – 92  |
| 19.10 | 16:30 | China    | –        | Italia       | 2 – 3 | 18-25 | 25-21 | 16-25 | 31-29 | 15-17 | 105 – 117 |

- (¹) – Ambos en Yokohama. Fuente: .

### Quinto lugar
| Fecha | Hora  | Partido¹ | Partido¹ | Partido¹       | Res.  | Set 1 | Set 2 | Set 3 | Set 4 | Set 5 | Total   |
| ----- | ----- | -------- | -------- | -------------- | ----- | ----- | ----- | ----- | ----- | ----- | ------- |
| 19.10 | 19:20 | Japón    | –        | Estados Unidos | 1 – 3 | 23-25 | 16-25 | 25-23 | 23-25 | –     | 87 – 98 |

- (¹) – En Yokohama. Fuente: .

### Tercer lugar
| Fecha | Hora  | Partido¹     | Partido¹ | Partido¹ | Res.  | Set 1 | Set 2 | Set 3 | Set 4 | Set 5 | Total   |
| ----- | ----- | ------------ | -------- | -------- | ----- | ----- | ----- | ----- | ----- | ----- | ------- |
| 20.10 | 17:20 | Países Bajos | –        | China    | 0 – 3 | 22-25 | 19-25 | 14-25 | –     | –     | 55 – 75 |

- (¹) – En Yokohama. Fuente: .

### Final
| Fecha | Hora  | Partido¹ | Partido¹ | Partido¹ | Res.  | Set 1 | Set 2 | Set 3 | Set 4 | Set 5 | Total    |
| ----- | ----- | -------- | -------- | -------- | ----- | ----- | ----- | ----- | ----- | ----- | -------- |
| 20.10 | 19:40 | Serbia   | –        | Italia   | 3 – 2 | 21-25 | 25-14 | 23-25 | 25-19 | 15-12 | 109 – 95 |

- (¹) – En Yokohama. Fuente: .

## Medallero
| Serbia | Italia | China |
| Maja Aleksić Ana Bjelica Tijana Bošković Bianka Buša Bojana Drča Tijana Malešević Brankica Mihajlović Bojana Milenković Maja Ognjenović Silvija Popović Teodora Pušić Milena Rašić Jovana Stevanović Stefana Veljković | Lucia Bosetti Carlotta Cambi Cristina Chirichella Anna Danesi Monica De Gennaro Paola Egonu Sarah Luisa Fahr Marina Lubian Ofelia Malinov Sylvia Nwakalor Serena Ortolani Beatrice Parrocchiale Elena Pietrini Miriam Sylla | Ding Xia Gong Xiangyu Hu Mingyuan Li Yingying Lin Li Liu Xiaotong Wang Mengjie Yan Ni Yang Hanyu Yao Di Yuan Xinyue Zeng Chunlei Zhang Changning Zhu Ting |
| Zoran Terzić (seleccionador) | Davide Mazzanti (seleccionador) | Lang Ping (seleccionador) |

## Estadísticas

### Clasificación general
| 1. Serbia               |
| 2. Italia               |
| 3. China                |
| 4. Países Bajos         |
| 5. Estados Unidos       |
| 6. Japón                |
| 7. Brasil               |
| 8. Rusia                |
| 9. República Dominicana |
| 10. Turquía             |
| 11. Alemania            |
| 12. Bulgaria            |
| 13. Tailandia           |
| 14. Puerto Rico         |
| 15. Azerbaiyán          |
| 16. México              |
| 17. Corea del Sur       |
| 18. Canadá              |
| 19. Argentina           |
| 20. Kenia               |
| 21. Camerún             |
| 22. Cuba                |
| 23. Trinidad y Tobago   |
| 24. Kazajistán          |

### Máximas anotadoras
| N.º | Nombre              | Selección    | Puntos |
| --- | ------------------- | ------------ | ------ |
| 1   | Paola Egonu         | Italia       | 324    |
| 2   | Lonneke Slöetjes    | Países Bajos | 276    |
| 3   | Zhu Ting            | China        | 227    |
| 4   | Tijana Bošković     | Serbia       | 193    |
| 5   | Sarina Koga         | Japón        | 171    |
| 6   | Brankica Mihajlović | Serbia       | 170    |
| 7   | Miryam Sylla        | Italia       | 166    |
| 8   | Yuan Xinyue         | China        | 155    |
| 9   | Gong Xiangyu        | China        | 137    |
| 10  | Anne Buijs          | Países Bajos | 135    |

Fuente: 

### Distinciones individuales
- Mejor jugadora (MVP) – Tijana Bošković ( Serbia)
- Mayor anotatora – Paola Egonu ( Italia) –324 pts.–
- Mejor colocadora – Ofelia Malinov ( Italia)
- Mejores receptoras – Miriam Sylla ( Italia) y Zhu Ting ( China)
- Mejores centrales – Yan Ni ( China) y Milena Rašić ( Serbia)
- Mejor opuesta – Paola Egonu ( Italia)
- Mejor líbero – Monica De Gennaro ( Italia)

Fuente: 